# Jonscher
Jonscher – polskie nazwisko. Na początku 2023 roku w Polsce nosiły je 3 osoby.

## Znane osoby noszące to nazwisko
- Barbara Jonscher (1926–1986) – polska malarka;
- Joanna Jonscher-Witt (1902–1982) – polska malarka związana z Bydgoszczą;
- Karol Jonscher (młodszy) (1889–1955) – polski lekarz pediatra;
- Karol Jonscher (starszy) (1850–1907) – polski lekarz, społecznik;
- Renata Jonscher (ur. 1967) – polska śpiewaczka (mezzosopran).